# Campionati del mondo di ciclismo su pista 2017 - Omnium maschile
La gara di omnium maschile ai campionati del mondo di ciclismo su pista si è svolta il 15 aprile 2017.

## Risultati

### Scratch
Prima di 4 prove
| Posizione | Atleta                | Nazione       | Giri persi | Punti |
| --------- | --------------------- | ------------- | ---------- | ----- |
| 1         | Albert Torres         | Spagna        |            | 40    |
| 2         | Benjamin Thomas       | Francia       |            | 38    |
| 3         | Simone Consonni       | Italia        |            | 36    |
| 4         | Maximilian Beyer      | Germania      |            | 34    |
| 5         | Szymon Sajnok         | Polonia       |            | 32    |
| 6         | Aaron Gate            | Nuova Zelanda |            | 30    |
| 7         | Roy Eefting           | Paesi Bassi   |            | 28    |
| 8         | Sultanmurat Miraliyev | Kazakistan    | −1         | 26    |
| 9         | Ivo Oliveira          | Portogallo    | −1         | 24    |
| 10        | Sam Welsford          | Australia     | −1         | 22    |
| 11        | Casper Pedersen       | Danimarca     | −1         | 20    |
| 12        | Lindsay De Vylder     | Belgio        | −1         | 18    |
| 13        | Shunsuke Imamura      | Giappone      | −1         | 16    |
| 14        | Park Sang-hoon        | Corea del Sud | −1         | 14    |
| 15        | Raman Tsishkou        | Bielorussia   | −1         | 12    |
| 16        | Roman Gladysh         | Ucraina       | −1         | 10    |
| 17        | Gaël Suter            | Svizzera      | −1         | 8     |
| 18        | Leung Chun Wing       | Hong Kong     | −1         | 6     |
| 19        | Viktor Manakov        | Russia        | −1         | 4     |
| 20        | Christopher Latham    | Gran Bretagna | −1         | 2     |
| 21        | Edibaldo Maldonado    | Messico       | −1         | 1     |

### Tempo race
Seconda di 4 prove
| Posizione | Atleta                | Nazione       | Punti nella gara | Ordine arrivo | Punti x classifica | Classif. parziale | Totale parziale |
| --------- | --------------------- | ------------- | ---------------- | ------------- | ------------------ | ----------------- | --------------- |
| 1         | Aaron Gate            | Nuova Zelanda | 43               | 19            | 40                 | 2                 | 70              |
| 2         | Albert Torres         | Spagna        | 40               | 11            | 38                 | 1                 | 78              |
| 3         | Szymon Sajnok         | Polonia       | 25               | 2             | 36                 | 4                 | 68              |
| 4         | Casper Pedersen       | Danimarca     | 25               | 18            | 34                 | 8                 | 54              |
| 5         | Roy Eefting           | Paesi Bassi   | 24               | 21            | 32                 | 6                 | 60              |
| 6         | Benjamin Thomas       | Francia       | 23               | 20            | 30                 | 3                 | 68              |
| 7         | Maximilian Beyer      | Germania      | 22               | 1             | 28                 | 5                 | 62              |
| 8         | Gaël Suter            | Svizzera      | 22               | 4             | 26                 | 13                | 34              |
| 9         | Sam Welsford          | Australia     | 22               | 12            | 24                 | 9                 | 46              |
| 10        | Lindsay De Vylder     | Belgio        | 21               | 3             | 22                 | 11                | 40              |
| 11        | Viktor Manakov        | Russia        | 21               | 5             | 20                 | 15                | 24              |
| 12        | Simone Consonni       | Italia        | 21               | 10            | 18                 | 7                 | 54              |
| 13        | Ivo Oliveira          | Portogallo    | 21               | 15            | 16                 | 10                | 40              |
| 14        | Leung Chun Wing       | Hong Kong     | 21               | 16            | 14                 | 17                | 20              |
| 15        | Park Sang-hoon        | Corea del Sud | 3                | 17            | 12                 | 14                | 26              |
| 16        | Sultanmurat Miraliyev | Kazakistan    | 2                | 6             | 10                 | 12                | 36              |
| 17        | Raman Tsishkou        | Bielorussia   | 0                | 7             | 8                  | 16                | 20              |
| 18        | Edibaldo Maldonado    | Messico       | 0                | 8             | 6                  | 20                | 7               |
| 19        | Roman Gladysh         | Ucraina       | 0                | 9             | 4                  | 19                | 14              |
| 20        | Christopher Latham    | Gran Bretagna | 0                | 13            | 2                  | 21                | 4               |
| 21        | Shunsuke Imamura      | Giappone      | 0                | 14            | 1                  | 18                | 17              |

### Gara ad eliminazione
Terza di 4 prove
| Posizione | Atleta                | Nazione       | Punti x classifica | Posiz. parziale | Totale parziale |
| --------- | --------------------- | ------------- | ------------------ | --------------- | --------------- |
| 1         | Sam Welsford          | Australia     | 40                 | 7               | 86              |
| 2         | Simone Consonni       | Italia        | 38                 | 4               | 92              |
| 3         | Benjamin Thomas       | Francia       | 36                 | 2               | 104             |
| 4         | Albert Torres         | Spagna        | 34                 | 1               | 112             |
| 5         | Maximilian Beyer      | Germania      | 32                 | 3               | 94              |
| 6         | Roy Eefting           | Paesi Bassi   | 30                 | 6               | 90              |
| 7         | Raman Tsishkou        | Bielorussia   | 28                 | 13              | 48              |
| 8         | Gaël Suter            | Svizzera      | 26                 | 10              | 60              |
| 9         | Shunsuke Imamura      | Giappone      | 24                 | 15              | 41              |
| 10        | Aaron Gate            | Nuova Zelanda | 22                 | 5               | 92              |
| 11        | Sultanmurat Miraliyev | Kazakistan    | 20                 | 12              | 56              |
| 12        | Lindsay De Vylder     | Belgio        | 18                 | 11              | 58              |
| 13        | Christopher Latham    | Gran Bretagna | 16                 | 20              | 20              |
| 14        | Roman Gladysh         | Ucraina       | 14                 | 17              | 28              |
| 15        | Szymon Sajnok         | Polonia       | 12                 | 8               | 80              |
| 16        | Edibaldo Maldonado    | Messico       | 10                 | 21              | 17              |
| 17        | Casper Pedersen       | Danimarca     | 8                  | 9               | 62              |
| 18        | Park Sang-hoon        | Corea del Sud | 6                  | 16              | 32              |
| 19        | Leung Chun Wing       | Hong Kong     | 4                  | 19              | 24              |
| 20        | Ivo Oliveira          | Portogallo    | 2                  | 14              | 42              |
| 21        | Viktor Manakov        | Russia        | 1                  | 18              | 25              |

### Gara a punti
In questa gara i ciclisti sommano ai punti guadagnati durante la gara, tutti i punti conquistati in precedenza
| Posizione | Atleta                | Nazione       | Class. parziale | Punti sprint | Punti giri | Ordine arrivo | Classifica finale |
| --------- | --------------------- | ------------- | --------------- | ------------ | ---------- | ------------- | ----------------- |
| 1         | Benjamin Thomas       | Francia       | 104             | 25           | 20         | 3             | 149               |
| 2         | Aaron Gate            | Nuova Zelanda | 92              | 15           | 40         | 4             | 147               |
| 3         | Albert Torres         | Spagna        | 112             | 6            | 20         | 8             | 138               |
| 4         | Simone Consonni       | Italia        | 92              | 9            | 20         | 12            | 121               |
| 5         | Roy Eefting           | Paesi Bassi   | 90              | 9            | 20         | 21            | 119               |
| 6         | Casper Pedersen       | Danimarca     | 62              | 17           | 20         | 2             | 99                |
| 7         | Sam Welsford          | Australia     | 86              | 8            | 0          | 11            | 94                |
| 8         | Szymon Sajnok         | Polonia       | 80              | 5            | 0          | 10            | 85                |
| 9         | Maximilian Beyer      | Germania      | 94              | 4            | −20        | 19            | 78                |
| 10        | Ivo Oliveira          | Portogallo    | 42              | 15           | 20         | 1             | 77                |
| 11        | Gaël Suter            | Svizzera      | 60              | 0            | 0          | 16            | 60                |
| 12        | Lindsay De Vylder     | Belgio        | 58              | 0            | 0          | 6             | 58                |
| 13        | Sultanmurat Miraliyev | Kazakistan    | 56              | 0            | −20        | 5             | 36                |
| 14        | Park Sang-hoon        | Corea del Sud | 32              | 0            | 0          | 14            | 32                |
| 15        | Raman Tsishkou        | Bielorussia   | 48              | 0            | −20        | 13            | 28                |
| 16        | Viktor Manakov        | Russia        | 25              | 2            | 0          | 17            | 27                |
| 17        | Leung Chun Wing       | Hong Kong     | 24              | 1            | 0          | 15            | 25                |
| 18        | Christopher Latham    | Gran Bretagna | 20              | 2            | 0          | 7             | 22                |
| 19        | Shunsuke Imamura      | Giappone      | 41              | 0            | −20        | 18            | 21                |
| 20        | Roman Gladysh         | Ucraina       | 28              | 0            | −20        | 20            | 8                 |
| 21        | Edibaldo Maldonado    | Messico       | 17              | 0            | −20        | 9             | 0                 |